# Vermicularia fargoi
Vermicularia fargoi is een slakkensoort uit de familie van de Turritellidae. De wetenschappelijke naam van de soort is voor het eerst geldig gepubliceerd in 1951 door Olsson.